# Longitarsus nigrofasciatus
Longitarsus nigrofasciatus är en skalbaggsart som först beskrevs av Johann August Ephraim Goeze 1777.  Longitarsus nigrofasciatus ingår i släktet Longitarsus, och familjen bladbaggar. Arten har ej påträffats i Sverige.